# Lê Vũ Long
Lê Vũ Long là nhà biên đạo múa, diễn viên phim Việt Nam. Ông được biết đến qua vai diễn Phong "lãng tử" trong phim Xin hãy tin em và từng giành giải Nam diễn viên phụ phim điện ảnh xuất sắc tại Liên hoan phim Việt Nam lần thứ 14, cho vai diễn Phiên trong phim Người đàn bà mộng du.
Lê Vũ Long là con của diễn viên Dũng Nhi.

## Sự nghiệp
Năm 9 tuổi, Lê Vũ Long được gia đình cho học múa, ông còn có khả năng chơi piano và guitar.
Năm 1999, khi công tác tại Nhà hát Nhạc vũ kịch Việt Nam, ông được cử sang Pháp học hai năm chuyên ngành Múa đương đại. Năm 2001, ông về nước rồi cùng đồng nghiệp dàn dựng chương trình Lắng nghe đêm không lời. Sau đó ông đề xuất Nhà hát thành lập đoàn múa đương đại nhưng không được phê duyệt.
Năm 2002, Lê Vũ Long và vợ thành lập nhóm múa "Nơi Đến" (Togetherhigher dance company), được sự ủng hộ của một số cựu lãnh đạo Nhà nước, nhóm có hai buổi diễn tại Nhà hát lớn. Sau này, Nhà hát Nhạc vũ kịch Việt Nam bảo trợ đưa nhóm trở thành Đoàn múa Nơi đến, đoàn gồm 10 diễn viên câm điếc. Nơi Đến từng có một số tiết mục lưu diễn tại Châu Âu. Từ 2009 đến 2011, Lê Vũ Long làm biên đạo múa, đạo diễn cho show diễn Davines Hair Show và Đẹp Fashion Show.
Năm 2011, Lê Vũ Long rời biên chế Nhà hát để phát triển Đoàn múa, ông từng giữ chức Giám đốc tại Trung tâm UNESCO Phát triển Văn hóa và Thể thao.
Năm 2012, sau 15 năm tập trung cho công việc đạo diễn và biên đạo múa, ông trở lại với điện ảnh qua bộ phim truyền hình "Hai phía chân trời". Năm 2017, Lê Vũ Long tham gia bộ phim Vợ ba – phim điện ảnh thứ năm trong sự nghiệp – do Nguyễn Phương Anh đạo diễn.
Năm 2017, Long được đạo diễn Đỗ Thanh Hải mời đóng vai Hùng trong phim truyền hình Tình khúc Bạch Dương, hai người cùng lên ý tưởng kịch bản cho quá khứ của Hùng. Lê Vũ Long cũng bỏ nửa năm tập luyện và giữ hình thể chuẩn bị cho vai diễn; 10 ngày trước khi bấm máy Đỗ Thanh Hải nhận ra sự tương đồng giữa vai Hùng và vai Vinh (phim Hai phía chân trời) của Lê Vũ Long, nên gọi điện thông báo Long sẽ chuyển sang đóng vai Quang. Với vai diễn mới, Lê Vũ Long không còn phải giữ dáng nữa, ông cũng là diễn viên đầu tiên của đoàn có mặt tại Châu Âu. Qua vai diễn này, Lê Vũ Long lọt vào top 5 đề cử Diễn viên nam ấn tượng của giải thưởng Ấn tượng VTV 2018.

## Đời tư
Ông và vợ, Lưu Thị Thu Lan một cựu sinh viên ballet – chung sống với nhau từ năm 1995 đến năm 1998 họ kết hôn. Cả hai đều học ballet công tác tại Nhà hát Nhạc vũ kịch Việt Nam, rồi chuyển sang múa đương đại.

## Giải thưởng
2004 – Nam diễn viên phụ xuất sắc phim điện ảnh Người đàn bà mộng du – Liên hoan phim Việt Nam lần thứ 14.
2008 – Giải thưởng quốc tế Franco Di Francescantonio tại Festival Costante Cambiamento.
2019 – Đề cử Diễn viên nam ấn tượng giải thưởng Ấn tượng VTV – Sắc màu 2018.

## Tác phẩm

### Điện ảnh
| Năm  | Tựa đề                   | Vai diễn  | Đạo diễn          | Chú thích                     |
| ---- | ------------------------ | --------- | ----------------- | ----------------------------- |
| 1998 | Những người thợ xẻ       | Ngọc      | Vương Đức         |                               |
| 2000 | Mùa hè chiều thẳng đứng  | Hòa       | Trần Anh Hùng     |                               |
| 2002 | Của rơi                  | Dương     | Vương Đức         |                               |
| 2003 | Người đàn bà mộng du     | Phiên     | Nguyễn Thanh Vân  |                               |
| 2018 | Vợ ba                    | Hùng      | Nguyễn Phương Anh |                               |
| 2019 | Lính chiến               |           | Nguyễn Mạnh Hà    |                               |
| 2020 | Giữa bóng tối và tâm hồn | Hùng      | Nguyễn Phương Anh | Phiên bản đen-trắng của Vợ ba |
| 2024 | Mưa trên cánh bướm       | ông Thành | Dương Diệu Linh   |                               |

### Truyền hình
| Năm  | Tựa đề               | Vai diễn | Phát sóng | Chú thích            |
| ---- | -------------------- | -------- | --------- | -------------------- |
| 1996 | Khi người ta yêu     |          | VTV1      | Điện ảnh truyền hình |
| 1997 | Xin hãy tin em       | Phong    | VTV3      | Điện ảnh truyền hình |
| 2012 | Hai phía chân trời   | Vinh     | VTV1      | Dài tập              |
| 2018 | Tình khúc bạch dương | Quang    | VTV1      | Dài tập              |

### Vũ kịch
- Lắng nghe đêm không lời (chương trình – 2001)
- Một là một và một là hai (tiết mục tham gia biểu diễn – từ 2001)
- Nơi đến (tiết mục đầu tiên dàn dựng – từ 2002)
- Mắt bão (tiết mục – từ 2003)
- Trời tròn đất vuông (tiết mục – từ 2004)
- Kẻ thù và những vùng đất (tiết mục – từ 2004)
- Thấu truyền (tiết mục – từ 2007)
- Chuyện của chúng mình (2007)
- Ký ức thở dài (tiết mục – từ 2009)
- Tỉnh thức (Davines Hair Show 2009)
- Ba mặt một lời (chương trình – 2012)
- Một tập thể các cá nhân (tiết mục – từ 2014)
- Việt Nam những năm 70 (Chương trình – 2014)

### MV
- Đường Xưa – Ninh Cát Loan Châu

### Sự kiện
- Đẹp Fashion Show 2010 (Đạo diễn)
- Davines Hair Show 2009 (Biên đạo 1 tiết mục)
- Davines Hair Show 2010 (Tổng đạo diễn)
- Davines Hair Show 2011 (Biên đạo múa)